# Schleizer Kleinbahn GT 1 und GT 2
Die Gepäcktriebwagen der Schleizer Kleinbahn GT 1 und GT 2 waren zweiachsige elektrische Triebwagen, die von 1930 bis 1969 auf der Strecke Schleiz–Saalburg im Einsatz waren.

## Geschichte
Beim Bau der Bleilochtalsperre ab 1927 wurde für den Materialtransport eine Anschlussbahn benötigt. Die Anliegergemeinden nutzten diese Gelegenheit, den lange geplanten Bahnanschluss zu realisieren. 1926 wurde der Bau einer Kleinbahn von Schleiz nach Saalburg beschlossen. Die hierzu gegründete Schleizer Kleinbahn AG ließ eine öffentliche Eisenbahn bauen, die mit Gleichstrom von 1200 Volt Spannung und Oberleitung elektrifiziert wurde.
Der Gesamtverkehr wurde am 28. Juni 1930 eröffnet. Am 1. April 1949 wurde die Schleizer Kleinbahn der DR unterstellt. Zum 1. Juni 1969 wurde der elektrische Betrieb eingestellt.

## Die Fahrzeuge
Der Waggonbau Weimar lieferte 1930 auch zwei Gepäcktriebwagen an die Schleizer Kleinbahn. Zum Kuppeln mit Regelfahrzeugen verfügten sie im Gegensatz zu den Personentriebwagen PT 1 und PT 2 zusätzlich über normale Schraubenkupplungen und Seitenpuffer, zum Kuppeln mit den Personentrieb- und Beiwagen dienten Albertkupplungen.
Die Gepäcktriebwagen waren auf einem kräftigen Untergestell aus Profileisen aufgebaut. Der Holzaufbau des Wagenkastens war mit Profilen versteift. Zur Erhöhung der Lokreibungslast für den Betrieb als Schlepptriebwagen waren mehrere Ballastgewichte im Untergestell angeordnet.
Die Triebwagen waren mit jeweils zwei Führerständen und Tatzlager-Antrieb ausgestattet. Der GT 1 war etwas länger als der GT 2; er wies neben dem Gepäckraum noch einen Fahrgastraum mit 16 Holzlattensitzen zur Personenbeförderung auf.
Nach der Betriebsübernahme durch die DR wurden die Fahrzeuge umbezeichnet, die Triebwagen GT 1 und GT 2 wurden zur Unterbaureihe ET 188.5 mit den Betriebsnummern ET 188 521 und 522.
Nach der Einstellung des elektrischen Betriebes gelangte der GT 1 zum Verkehrsmuseum Dresden.

## Einzelbelege
1. ↑  schleiz.de: Stadtführer Schleiz: Oschitz. Archiviert vom Original (nicht mehr online verfügbar) am 14. September 2012; abgerufen am 16. November 2007.
2. ↑  privatbahn.de: IG Bahnbetriebswerk Dresden Altstadt e.V. Abgerufen am 16. November 2007.
3. ↑  IG Bw Dresden-Altstadt e.V.: ET 188 511. Abgerufen am 16. November 2007.